# Ulrik Heitmann
Ulrik Heitmann (født d. 19. februar 1984) er en dansk atlet medlem af Aarhus 1900 var tidligere i Hammel GF og AGF. 
Heitmann er langdistanceløber, hvis primærdiscipliner er 10.000 meter/10 km og halvmaraton. Som ungdom og junior deltog han ved Ungdoms-OL på 3000 meter og gange ved Junior-EM i cross. I 2007 fik han den næstbedste 10.000 meter notering i Danmark, som det år kun blev overgået af Jesper Faurschou. 2009 vandt han på halvmaratondistancen ved Viborg City Marathon og fik samme år sin landsholdsdebut på seniorlandsholdet ved NM 10.000 meter. Ved DM på halvmaraton 2010 kom Heitmann og Michael Nielsen (AGF), samtidig ind på Rundforbi Stadion, men på de sidste 300 meter viste Heitmann sig klart stærkest og vandt sølvmedaljen efter Jesper Faurschou med personlige rekordtiden 1:06,32.
Heitmanns træner er Henrik B. Andersen.
Heitmann er uddannet bygningskonstruktør

## Internationale ungdomsmesterskaber
- 2006 U23-NM 5000 meter 7.plads 14.45,06
- 2003 JEM 6km cross 87.plads 23.30
- 2003 U20-NM 6km cross 7.plads 20.37
- 2002 JEM 6km cross 83.plads 20.54
- 2002 U21-NM 6km cross 8.plads 19:32,6
- 2001 Ungdoms-OL 3000 meter 7.plads 9:02,31
- 2000 U21-NM 6km cross 17.plads 21.04

## Danske mesterskaber
- Sølv 2010  Halvmaraton 1:06,32
- Bronze 2007  10.000 meter 30.48,61
- Bronze 2006  10.000 meter 30.38,82

## Personlige rekorder
- 5000 meter: 14.25 min
- 10.000 meter: 30.23,38 min
- Halvmaraton: 1:06,32 time